# 호미사이드 (1991년 영화)
《호미사이드》(Homicide)는 미국에서 제작된 데이빗 마멧 감독의 1991년 범죄, 드라마, 스릴러 영화이다. 조 맨테그나 등이 주연으로 출연하였고 마이클 호스먼 등이 제작에 참여하였다.

## 출연

### 주연
- 조 맨테그나
- 윌리암 H. 머시
- 빈센트 구아스타페로

### 조연
- J.J. 존스톤
- 잭 월래스
- 라이오넬 마크 스미스
- 로버타 커스터
- 찰스 스트런스키

## 기타
- 협력프로듀서: 앤디 암스트롱
- 협력프로듀서: 매튜 칼리슬
- 미술: 마이클 메릿
- 의상: 난 시불라